# Purtosaari (ö i Norra Savolax, Kuopio, lat 63,02, long 28,07)
Purtosaari är en ö i Finland. Den ligger i sjön Juurusvesi och Akonvesi och i kommunen Kuopio i den ekonomiska regionen  Kuopio ekonomiska region  och landskapet Norra Savolax, i den centrala delen av landet, 400 km nordost om huvudstaden Helsingfors. Öns area är 29,3 hektar och dess största längd är 1,2 kilometer i sydöst-nordvästlig riktning.